# Junior Sornoza
Junior Sornoza, vollständiger Name Junior Nazareno Sornoza Moreira, (* 28. Januar 1994 in Portoviejo) ist ein ecuadorianischer Fußballnationalspieler. Er wird auf der Position eines offensiven Mittelfeldspielers eingesetzt, alternativ auch im linken Mittelfeld oder im Sturm. Sein spielstarker Fuß ist der Rechte.

## Verein
Junior Sornoza begann seine Laufbahn beim Club Cristo Rey bevor er 2009 in den Nachwuchsbereich des Independiente del Valle kam. Bei dem Klub schaffte Sornoza 2011 den Sprung in den Profikader. Sein erstes Spiel in der Serie A bestritt Sornoza am 24. August 2011 im Heimspiel gegen Deportivo Quito. In dem Spiel wurde er in der 62. Minute eingewechselt. Sein erstes Tor in dem Wettbewerb erzielte Sornoza zuhause am 25. September 2011 gegen Club Sport Emelec. Bei dem 5:0-Sieg erzielte er in der 27. Minute das 2:0 und in der 43. Minute das 4:9. 2013 konnte sich Sornoza als Stammspieler etablieren und gab mit Independiente sein Debüt auf internationaler Klubebene. In der Copa Sudamericana 2013 traf sein Klub in der ersten Runde zuhause auf Deportivo Anzoátegui. In dem Spiel am 1. August 2013 stand Sornoza in der Startelf. Sein erstes Tor auf internationaler Klubebene gelang dem Spieler im Folgejahr. In der Copa Libertadores 2014 traf er mit Independiente im ersten Spiel der Gruppenphase zuhause auf Unión Española aus Chile. In dem Spiel erzielte Sornoza in der 31. Minute das 1:0 per Elfmeter (2:2). Obwohl Sornoza auch noch 2014 zu weiteren zahlreichen Einsätzen kam, wurde er im Januar 2015 nach Mexiko ausgeliehen.
Er kam zum CF Pachuca. Seinen Einstand in der mexikanischen Liga MX gab Sornoza am 24. Januar 2015. Am dritten Spieltag der Saison zuhause gegen den Querétaro Fútbol Club, wurde Sornoza in der 67. Minute eingewechselt. Am 2. Mai 2015, dem 16. Spieltag, traf er das erste Mal für Pachuca ins Tor. Beim Heimspiel gegen Santos Laguna erzielte er in der 36. Minute das 1:0 (2:3). Mit Pachuca bestritt Sornoza zwei Spiele in der CONCACAF Champions League. In beiden Viertelfinalspielen der Saison 2014/15 gegen Montreal Impact kam er zu Spielzeiten.
Nach einem halben Jahr kehrte Sornoza wieder zu Independiente und konnte sich sofort wieder als Stammkraft durchsetzen. 2016 ereignete sich ein weiteres Highlight in seiner Karriere. Er erreichte mit Independiente die Finalspiele der Copa Libertadores 2016. Nach einem 1:1 im Heimspiel, musste man sich aber im Rückspiel beim Atlético Nacional 0:1 geschlagen geben. Kurz nach dieser Niederlage wurde bekannt, dass Sornoza Anfang 2017 gemeinsam mit seinem Mannschaftskollegen Jefferson Orejuela nach Brasilien wechseln wird.
Beide unterzeichneten einen Kontrakt beim Fluminense FC aus Rio de Janeiro. Fluminense erwarb 60 % der Transferrechte für sieben Millionen Real. Sornozas Vertrag erhielt eine Laufzeit über drei Jahre. Sein Debüt für Fluminense gab Sornoza in der Primeira Liga do Brasil 2017. Im Eröffnungsspiel gegen den Criciúma EC am 24. März 2017, stand er in der Anfangsformation. Das erste Pflichtspieltor gelang dem Spieler in der Staatsmeisterschaft von Rio de Janeiro. Im Heimspiel gegen den Macaé EFC am 26. März 2017 traf Sornoza in der 52. Minute zum 2:0 (3:0). Sein Debüt in der brasilianischen Série A gab Arboleda am ersten Spieltag der Série A 2017. Im Heimspiel gegen den FC Santos am 13. Mai 2017 stand er nicht nur in der Startelf, sondern erzielte auch sein erstes Tor in der Liga. Er besorgte in der 58. Minute den Treffer zur 3:1-Führung (3:2). Ende Dezember 2018 wurde ein weiterer Wechsel von Sornoza bekannt gegeben.
Der Spieler wurde an den SC Corinthians nach São Paulo verkauft. Hier unterschrieb er einen Vertrag bis Jahresende 2022. Sein Pflichtspieldebüt für Corinthians gab er in der Staatsmeisterschaft von São Paulo im Heimspiel gegen den AD São Caetano am 20. Januar 2019. Mit dem Klub gewann Sornoza die Staatsmeisterschaft. Insgesamt bestritt in dem Jahr 46 Spiele (zwölf Spiele in der Staatsmeisterschaft, acht Spiele Copa do Brasil 2019, 20 in der Meisterschaft 2019 und sechs in der Copa Sudamericana 2019, hier erzielte er ein Tor). Zur Saison 2020 wurde Sornoza in seine Heimat an den LDU Quito ausgeliehen. Im Januar 2021 folgte darauf eine erneute Leihe, diesmal zum mexikanischen Verein Club Tijuana bis Ende des Jahres. Anfang Juli 2021 wurde die Leihe vorzeitig beendet und Sornoza wechselte auf Leihbasis zu seinem Ausbildungsklub Independiente del Valle. In der Saison 2021 konnte er mit dem Klub die Serie A gewinnen. Hierbei bestritt er 17 Spiele und erzielte drei Tore.

## Nationalmannschaft
Sornoza war bereits im Nachwuchsbereich der Nationalauswahl Ecuadors aktiv. Er nahm mit der U-17 an der U-17-Fußball-Südamerikameisterschaft 2011 sowie an der U-17-Fußball-Weltmeisterschaft 2011 teil.
Zwei Jahre später nahm er Mitglied des U-20 Teams bei der U-20-Fußball-Südamerikameisterschaft 2013.
2014 erfolgte seine erste Berufung in den A-Kader der Nationalelf. Im September des Jahres war Teil der Mannschaft bei Freundschaftsspielen gegen die Teams aus Brasilien und Bolivien. Im ersten Spiel gegen Bolivien am 6. September 2014 wurde Sornoza in der 77. Minute für Joao Rojas eingewechselt und erzielte in der 84. das Tor zum 4:0-Endstand.
Im selben Jahr stand Sornoza noch zwei Mal im Kader zur Qualifikation zur WM 2014, kam aber zu keinen Einsätzen.
Erst nach der Fußball-Weltmeisterschaft 2018 kam Sornoza bei Freundschaftsspielen im Oktober 2018 gegen Jamaika und den Oman wieder zu Einsätzen.

## Erfolge
Fluminense
- Taça Guanabara: 2017
- Taça Rio: 2018

Corinthians
- Staatsmeisterschaft von São Paulo: 2019

LDU Quito
- Supercopa de Ecuador: 2020

Independiente
- Serie A: 2021
- Copa Ecuador: 2022
- Supercopa de Ecuador: 2023

Auszeichnungen
- Staatsmeisterschaft von Rio de Janeiro Auswahlmannschaft: 2017 mit Fluminense[19]